# Ругор, Клара
Клара Ругор (дат. Clara Rugaard-Larsen; род. 5 декабря 1997, Хеллеруп, Дания) — датская актриса и певица, наиболее известная по роли в сериале «Всё ещё связанные».

## Биография
В 2013 году Клара исполнила роль Джули в приключенческой комедии «Мои африканские приключения», а также исполнила песню «In my Own world» для оригинальной и датской версий телесериала «Виолетта». В 2016 году Клара появилась в двух эпизодах телесериала «Полярная звезда», исполнив в кадре песню «Starting Over, Starting Now». Кроме того, в датской версии анимационного фильма «Моана» Клара озвучила пение главной героини. В 2017 году Клара сыграла в телесериале «Всё ещё связанные». В том же году актриса снялась в ирландской драме «Благодать».
В 2018 году актриса приняла участие в двух проектах: музыкальной драме Макса Мингеллы «За мечтой» и научно-фантастическом триллере «Дитя робота». В последнем Клара исполнила роль воспитанницы робота «Мать», чья миссия — заново заселить Землю после конца света. Премьера фильма «Дитя робота» состоялась на кинофестивале «Сандэнс» 25 января 2019 года.

## Фильмография
| Год  |   | Русское название            | Оригинальное название     | Роль                |
| ---- | - | --------------------------- | ------------------------- | ------------------- |
| 2013 | ф | Мои африканские приключения | Min søsters børn i Afrika | Джули               |
| 2016 | с | Полярная звезда             | The Lodge                 | Ана                 |
| 2017 | с | Всё ещё связанные           | Still Star-Crossed        | Джульетта Капулетти |
| 2017 | ф | Благодать                   | Good Favour               | Шосанна             |
| 2018 | ф | За мечтой                   | Teen Spirit               | Рокси               |
| 2019 | ф | Дитя робота                 | I Am Mother               | дочь                |
| 2021 | ф | —                           | Love Gets a Room          | Стефсия             |
| 2022 | с | Восхождение                 | The Rising                | Нив Келли           |
| 2022 | ф | Время между нами            | Press Play                | Лора                |
| 2023 | с | Чёрное зеркало              | Black Mirror              | Мейзи Дэй           |